# Eduardo Alfredo Sánchez Cavero
Eduardo Alfredo Sánchez Cavero (Trujillo, 31 de octubre de 1954) es un profesor, seminarista y médico ginecólogo peruano. 
Ha sido director médico y gerente de Seguro Social de Salud del Perú (EsSalud). Desde el 2010 hasta la actualidad se desempeña como Director del Centro del Mioma en Lima, Perú. Es el único médico peruano y a nivel mundial en extirpar 5,2 kg y 6,4 kg de miomas uterinos conservando el útero para fines reproductivos. Maestro, especialista e innovador en la técnica de miomectomía[cita requerida] atraumática para miomas gigantes y múltiples.

## Vida
Hijo de Flora Cavero Tirado y Eduardo Sánchez Sifuentes, un próspero empresario en Chimbote. Sobrino de Antonio Cavero Tirado, odontólogo y reconocido como el segundo decimista del Perú después de Nicomedes Santa Cruz.
Estudió en el colegio Antonio Raimondi y Mundo Mejor de Chimbote; una vez graduado estudió medicina en la Universidad Nacional Mayor de San Marcos en (1972) y concluyó un máster en la Universidad César Vallejo en Trujillo. 
Culminando sus estudios de medicina ingresó al IPSS (actualmente Seguro Social de Salud del Perú) donde se desempeñó en varios cargos, los cuales le dieron toda la experiencia con la que ahora cuenta.
En 1986 se casó y tiene 3 hijos.

## Ámbito laboral
Se inicia en la medicina humana al ingresar a la Universidad Nacional Mayor de San Marcos (1972 - 1982), especializándose en ginecología y obstetricia (1985 - 1988).
Fue seminarista y docente desde 1986 al 2012.
Se desempeñó como Director y Gerente de EsSalud por varios años, consiguiendo altos logros en las instituciones a su cargo.
En 2013, dejó su cargo en Seguro Social de Salud del Perú para dedicarse a la investigación y al manejo y tratamiento médico quirúrgico de las enfermedades ginecológicas de la mujer, fundando el primer centro especializado en tratamiento de miomas, pólipos y quistes ováricos causantes de hemorragias uterinas, dolor pélvico e infertilidad femenina; el Instituto del Mioma Uterino, logrando que más de 500 mujeres operadas hasta la fecha conserven su útero y puedan cumplir el sueño de ser mamá.
Ha desempeñado los siguientes cargos: 
- Gerente General de los Servicios de Salud Sanz S.A.C.  (Lima, 2006 - 2015)
- Gerente Médico de la Red Asistencial de Ancash  (EsSalud, 2004 - 2006)
- Gerente Administrativo (e) de la Red Asistencial de Ancash  EsSalud (2005)
- Gerente Departamental de Ancash   (EsSalud, 2004)
- Director Médico del “Centro del Mioma”  (Lima, 2010 - actualidad)
- Director Médico del Policlínico-UBAP - “República de Panamá”  (EsSalud, 2008)
- Director Médico de la Clínica Quirúrgica “Santa María”  (Lima, 2000 - 2002)
- Director Médico del Hospital II de Huaraz  (EsSalud, 1998 - 1999)
- Director Médico del Hospital I de Huaraz   (IPSS, 1997 - 1998)

Es miembro de la Sociedad Peruana de Obstetricia y Ginecología, la Sociedad Peruana de Endoscopía Ginecológica, la Sociedad Peruana de Ultrasonido, la Sociedad Peruana de Fertilidad, la XV Promoción del CAEN.                    

## Premios y honores
A nivel mundial los únicos casos previos son con extirpación total del útero (histerectomía).
Extirpación de 5.4 kg de miomas uterinos conservando el útero en 2015. 
Extirpación de 6.2 kg de miomas uterinos conservando el útero en 2016. 
- 2004, Reconocimiento a la Identificación Institucional por el Gerente Coordinador II de EsSalud.
- 2004, Premio Nacional en Excelencia y Liderazgo, Imagen Peruana.
- 2004, Diploma y Medalla a la Calidad y Excelencia Empresarial, Ministerio de Trabajo
- 2005, Diploma y medalla, Ministerio de Comercio Exterior y Turismo.
- 2005, Felicitación del Gerente de la División de Prestaciones de EsSalud.
- 2005, Diploma y Medalla a las Buenas Prácticas Gerenciales, Gubernamentales y Privadas, Universidad Los Ángeles, Chimbote.
- 2008, Reconocimiento y Agradecimiento a Nombre de los Vecinos y la Sub-Gerencia de Salud de la Municipalidad de Miraflores.